# Съперници (филм)
„Съперници“ (на английски: Election) е американски комичен филм от 1999 г. на режисьора Александър Пейн. Сценарият, написан от Пейн и Джим Тейлър, е базиран на едноименния роман на Том Перота.

## Актьорски състав
| Актьор         | Роля            |
| -------------- | --------------- |
| Матю Бродерик  | Джим Макалистър |
| Рийз Уидърспун | Трейси Флик     |
| Крис Клайн     | Пол Мецлър      |
| Джесика Кембъл | Тами Мецлър     |

## Награди и номинации
| Категория                               | Номиниран(и)                         | Резултат                |
| Оскар (26 март 2000 г.)                 | Оскар (26 март 2000 г.)              | Оскар (26 март 2000 г.) |
| --------------------------------------- | ------------------------------------ | ----------------------- |
| Най-добър адаптиран сценарий            | Александър Пейн и Джим Тейлър        | номинация               |
| Златен глобус (23 януари 2000 г.)       |                                      |                         |
| Най-добра актриса в мюзикъл или комедия | Рийз Уидърспун                       | номинация               |
| Сателит (16 януари 2000 г.)             |                                      |                         |
| Най-добър филм – мюзикъл или комедия    | Най-добър филм – мюзикъл или комедия | номинация               |
| Най-добра актриса в мюзикъл или комедия | Рийз Уидърспун                       | номинация               |